# In for the Kill (chanson de La Roux)
Pour les articles homonymes, voir In for the Kill.
Singles de La Roux
Quicksand
(2009) Bulletproof
(2009)
Pistes de La Roux
Tigerlily
In for the Kill est le deuxième single du duo britannique La Roux, tiré de leur premier album "La Roux".

## Classement du titre
| Pays              | Meilleure Position |
| ----------------- | ------------------ |
| Royaume-Uni       | 2                  |
| Irlande           | 13                 |
| Europe            | 9                  |
| Belgique Flandres | 43                 |
| Allemagne         | 92                 |
| Autriche          | 53                 |
| Norvège           | 11                 |
| Australie         | 36                 |